# Marie-Josephte Corriveau
Pour les articles homonymes, voir Corriveau.
Marie-Josephte Corriveau, mieux connue sous le surnom de « la Corriveau », est l’une des figures les plus populaires du folklore québécois. Née à Saint-Vallier en janvier ou février 1733 et habitante de Nouvelle-France au moment de la Conquête, elle est condamnée à mort par une cour martiale britannique pour le meurtre de son second époux et pendue à Québec le 18 avril 1763. La « cage » de fer dans laquelle son corps est exposé et laissé à pourrir à Pointe-Lévy, sur ordre des autorités militaires, marque fortement l'imaginaire de la population et engendre de nombreuses légendes qui seront véhiculées par la tradition orale.
La redécouverte de la cage en 1851 dans le cimetière de l'église Saint-Joseph-de-la-Pointe-Levy ravive les souvenirs et les imaginations, tout en inspirant romans et contes fantastiques aux écrivains du temps, dont Philippe Aubert de Gaspé (Les Anciens Canadiens, 1863), James MacPherson Le Moine, William Kirby (The Golden Dog, 1877) et Louis Fréchette. Depuis, la Corriveau n'a cessé d'inspirer les artistes, d'Alfred Laliberté à Mes Aïeux, en passant par Gilles Vigneault, Pauline Julien, Anne Hébert et Victor-Lévy Beaulieu, suscitant romans, chansons, pièces de théâtre, films, séries télévisées, sculptures, peintures.
Dépeinte comme une sorcière et une meurtrière ayant tué jusqu'à 7 maris dans la tradition orale, la culture populaire et chez les auteurs du XIXe siècle et de la première moitié du XXe siècle, la Corriveau a ensuite été présentée, depuis les décennies 1960 et 1970 et la montée des mouvements nationaliste et féministe, comme une victime de l'oppression anglaise ou du système patriarcal.

## Marie-Josephte Corriveau: le personnage historique
Marie-Josephte Corriveau naît en janvier ou février 1733 au sein d'une famille d'agriculteurs établie dans la paroisse rurale de Saint-Vallier en Nouvelle-France et est baptisée le 14 mai suivant. Des onze enfants connus nés de Joseph Corriveau et son épouse Françoise Bolduc, ses parents, elle semble la seule à avoir survécu jusqu'à l'âge adulte. Ses dix frères et sœurs, connus par les registres paroissiaux de baptême, paraissent tous être morts en bas âge.
Marie-Josephte épouse à l'âge de 16 ans, le 17 novembre 1749, Charles Bouchard, 23 ans, agriculteur comme son père. Le couple a trois enfants : deux filles, Marie-Françoise, née le 10 mars 1752 et Marie-Angélique, née le 6 février 1754, suivies d'un garçon, Charles, né le 16 août 1757. Devenue veuve à la fin d'avril 1760, elle se remarie quinze mois plus tard, le 20 juillet 1761, avec un autre cultivateur de Saint-Vallier, nommé Louis Étienne Dodier. Le matin du 27 janvier 1763, celui-ci est retrouvé mort dans sa grange, avec de nombreuses blessures à la tête. Malgré un décès attribué officiellement à des coups de sabot reçus de ses chevaux et une inhumation rapide, les rumeurs d'homicide et les soupçons ne tardent pas à se répandre dans le voisinage, Dodier ayant été de son vivant en mauvais termes avec son beau-père et son épouse.
À cette époque, la Nouvelle-France, conquise en 1760 par la Grande-Bretagne dans le cadre des opérations de la Guerre de Sept Ans, est administrée par l'armée britannique. Les autorités militaires locales, chargées de maintenir l'ordre, ordonnent donc, sur la foi des rumeurs, une enquête sur la mort de Dodier. À l'issue de cette investigation, Joseph Corriveau et sa fille sont arrêtés. Ils sont vraisemblablement détenus dans la redoute Royale, un ancien bâtiment des fortifications de la ville devenu la première prison de Québec sous le régime britannique.
Le 29 mars 1763 s'ouvre à Québec, au couvent des Ursulines, le procès de Joseph Corriveau et de sa fille Marie-Josephte, devant un tribunal militaire composé de 12 officiers anglais et présidé par le lieutenant-colonel Roger Morris. Ce procès se conclut, le 9 avril, par la condamnation à mort de Joseph Corriveau, reconnu coupable du meurtre de son gendre. Marie-Josephte, déclarée complice, est condamnée à recevoir 60 coups de fouet et à être marquée au fer de la lettre M sur la main. Une nièce de Joseph Corriveau du nom d'Isabelle Sylvain, employée chez lui comme servante et qui a plusieurs fois changé son témoignage au cours du procès, est condamnée pour parjure à recevoir 30 coups de fouet et à être marquée au fer rouge de la lettre P.
La veille de son exécution, Joseph Corriveau aurait avoué au révérend père Augustin-Louis de Glapion (de l'Hôpital général de Québec), alors venu le visiter en prison pour une ultime confession, n'avoir été que le complice de sa fille, après le meurtre . Confrontée aux déclarations de son père lors d'une nouvelle comparution devant la cour martiale, le 15 avril suivant, Marie-Josephte reconnaît avoir tué son époux de deux coups de hachette pendant son sommeil, surtout en raison des mauvais traitements qu'il lui faisait subir. Le tribunal la déclare alors coupable et la condamne à être pendue, son corps devant ensuite être « hanged in chains » (littéralement, « pendue dans les chaînes »). Quant à Joseph Corriveau et Isabelle Sylvain, leurs sentences seront invalidées à la suite de ce deuxième procès. Tous deux seront libérés et recevront, le 19 avril 1763, un certificat d'innocence signé par le gouverneur Murray.
L’exécution de Marie-Josephte Corriveau eut lieu à Québec, sur les Buttes-à-Nepveu (qui correspond aujourd’hui à la colline parlementaire), près des Plaines d'Abraham, probablement le 18 avril,. Le corps fut ensuite, conformément à la sentence, exposé « dans les chaînes », c'est-à-dire dans une sorte de cage faite de chaînes et de cercles de fer et suspendu à un gibet dressé à Pointe-Lévy, à l'intersection des chemins de Lauzon et de Bienville (aujourd'hui les rues Saint-Joseph et de l'Entente). Le corps, dans son gibet de fer, fut exposé à la vue des passants pendant cinq semaines, au moins jusqu'au 25 mai, date où, à la suite des requêtes des habitants de l'endroit, un ordre du commandant militaire du district de Québec, James Murray, en permit l'enlèvement et l'inhumation « où bon [leur] semblera ».

## La Corriveau: la légende

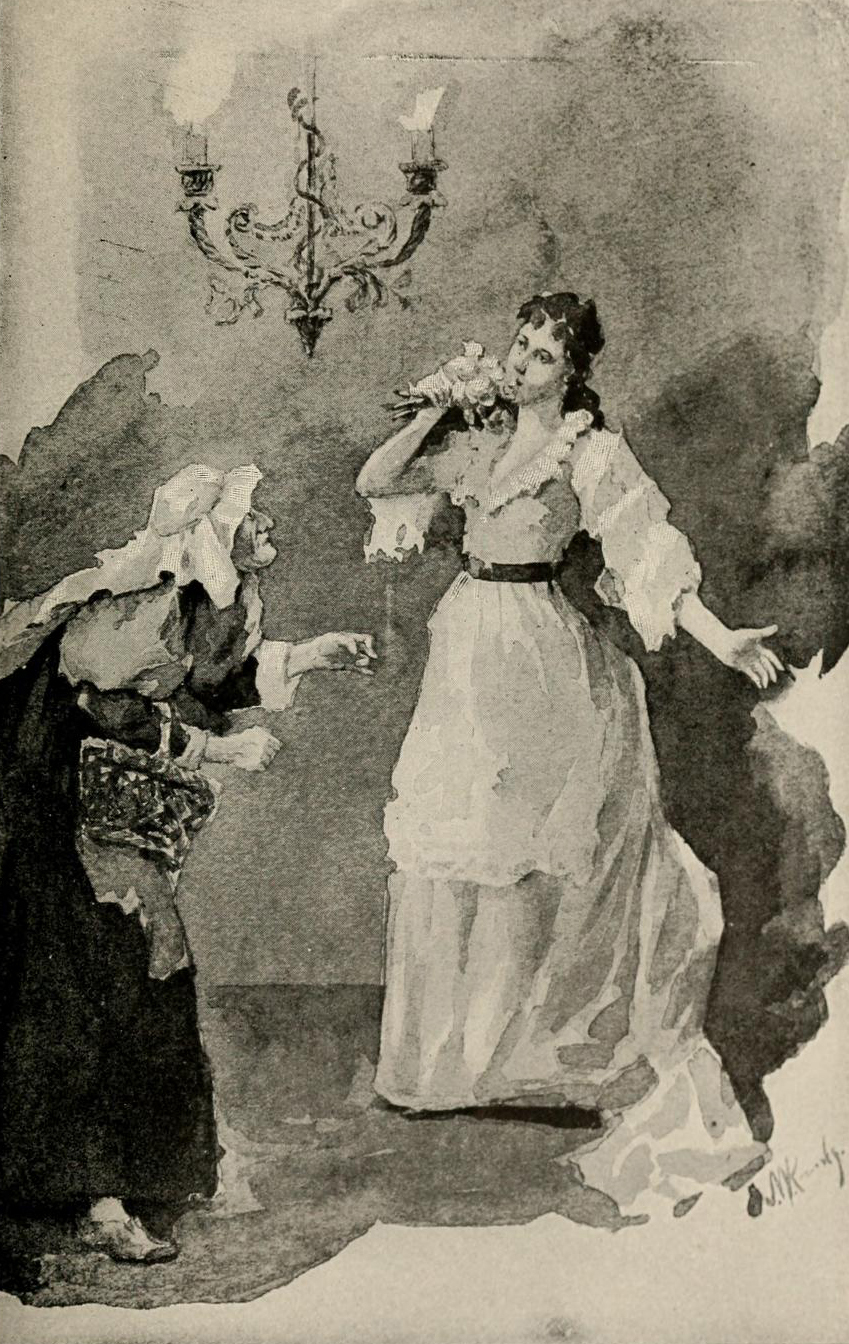
La Corriveau (à gauche) sous les traits d'une empoisonneuse offrant à sa victime un bouquet de fleurs empoisonné, illustration réalisée à la fin du XIXe siècle pour une édition du Chien d'or de William Kirby.

Cette exhibition post mortem à un carrefour fréquenté de la dépouille de Marie-Josephte Corriveau (une peine inhabituelle et inconnue durant le Régime français et réservée en Angleterre aux personnes reconnues coupables de crimes les plus graves), les rebondissements des procès, la rumeur selon laquelle son père se serait d'abord reconnu coupable du meurtre de Dodier à l'instigation de sa fille et les soupçons qui naquirent ensuite sur les circonstances de la mort du premier époux de celle-ci, sont autant de faits qui frappèrent l’imagination populaire et se transformèrent en légendes transmises encore aujourd'hui par la tradition orale, multipliant le nombre de maris assassinés (jusqu'à 7) ou assimilant « la Corriveau » à une sorcière.
En 1851, la découverte de la cage de fer enterrée dans le cimetière de la paroisse Saint-Joseph-de-la-Pointe-Lévis (actuellement le secteur Lauzon) semble avoir réactivé les légendes et les contes fantastiques, qui furent amplifiés et exploités par des écrivains du XIXe siècle. Le premier, en 1863, Philippe Aubert de Gaspé, dans Les Anciens Canadiens, campe une Corriveau surnaturelle suspendue dans sa cage de Pointe-Lévy, terrorisant une nuit un passant qu'elle supplie de la conduire au sabbat des sorciers et des feux follets à l'Île d'Orléans. James MacPherson Le Moine (Maple Leaves, 1863), et William Kirby dans son sillage (The Golden Dog, 1877), en firent une empoisonneuse professionnelle, descendante directe de La Voisin. Des littérateurs et des historiens comme Louis Fréchette et Pierre-Georges Roy ont tenté de narrer l'histoire de la Corriveau, « mais sans parvenir à dissocier complètement les faits réels des fantaisies anachroniques ou des données légendaires et romanesques
 ».
La figure de la Corriveau n'a cessé, depuis, d'inspirer romans, chansons et pièces de théâtre et d'alimenter les controverses (était-elle coupable ou non ?). La tradition orale s'est également perpétuée et est demeurée assez vivace, comme en témoignent les nombreux récits recueillis sur le terrain dans plusieurs régions du Québec.

La Corriveau vue par quelques artistes
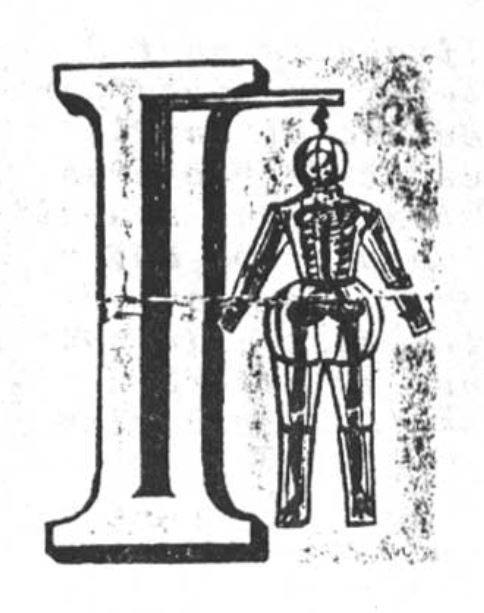
Lettrine décorée représentant le gibet de la Corriveau, au début d'une nouvelle que Louis Fréchette consacre à cette légende, numéro spécial du journal La Patrie, 24 février 1885.
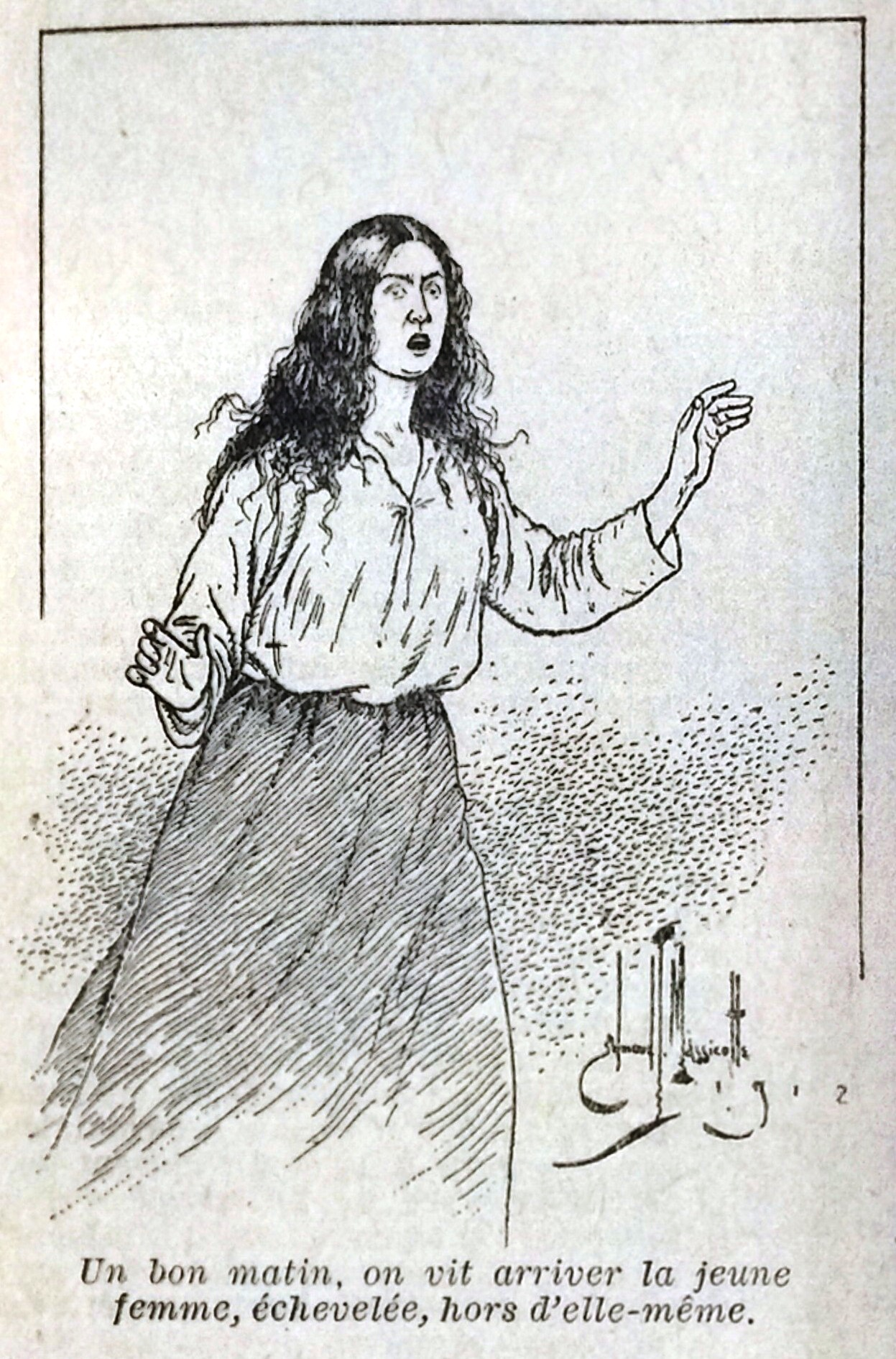
Marie-Josephte Corriveau, selon Edmond-Joseph Massicotte.
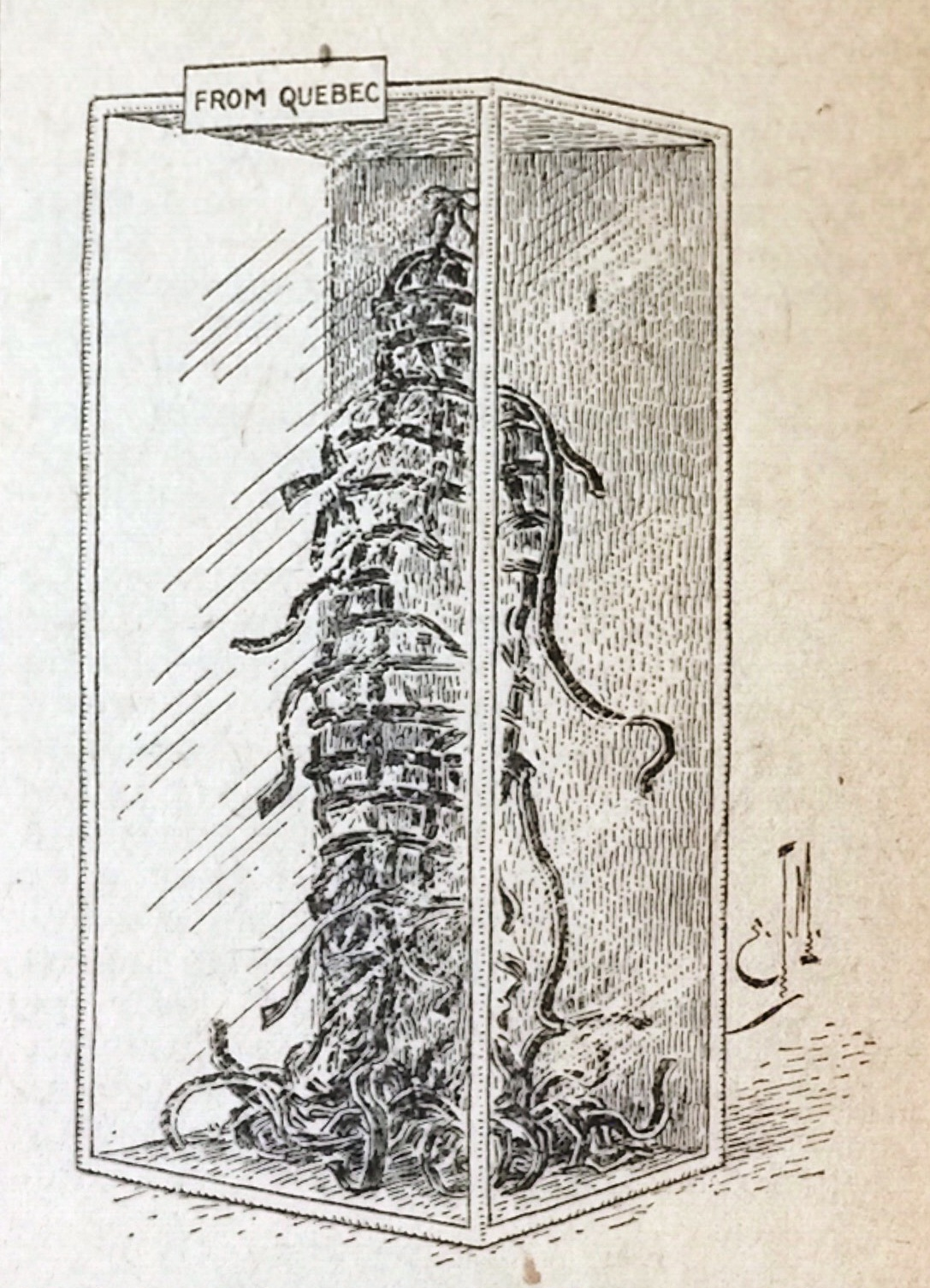
Représentation imaginaire de la cage au Boston Museum, illustration d'Edmond-Joseph Massicotte.
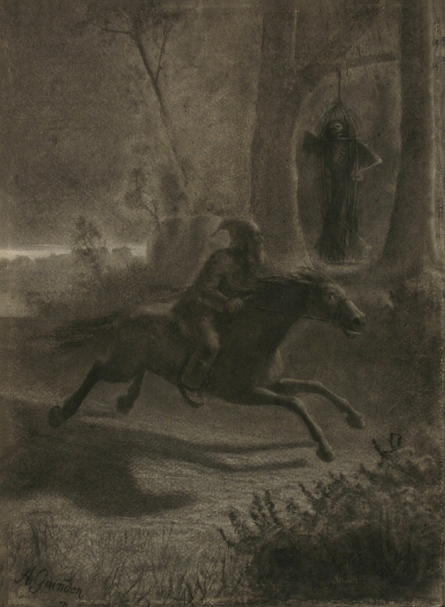
La Corriveau terrorisant un voyageur qui fuit à cheval, dessin d'Arthur Guindon, 1923[19].
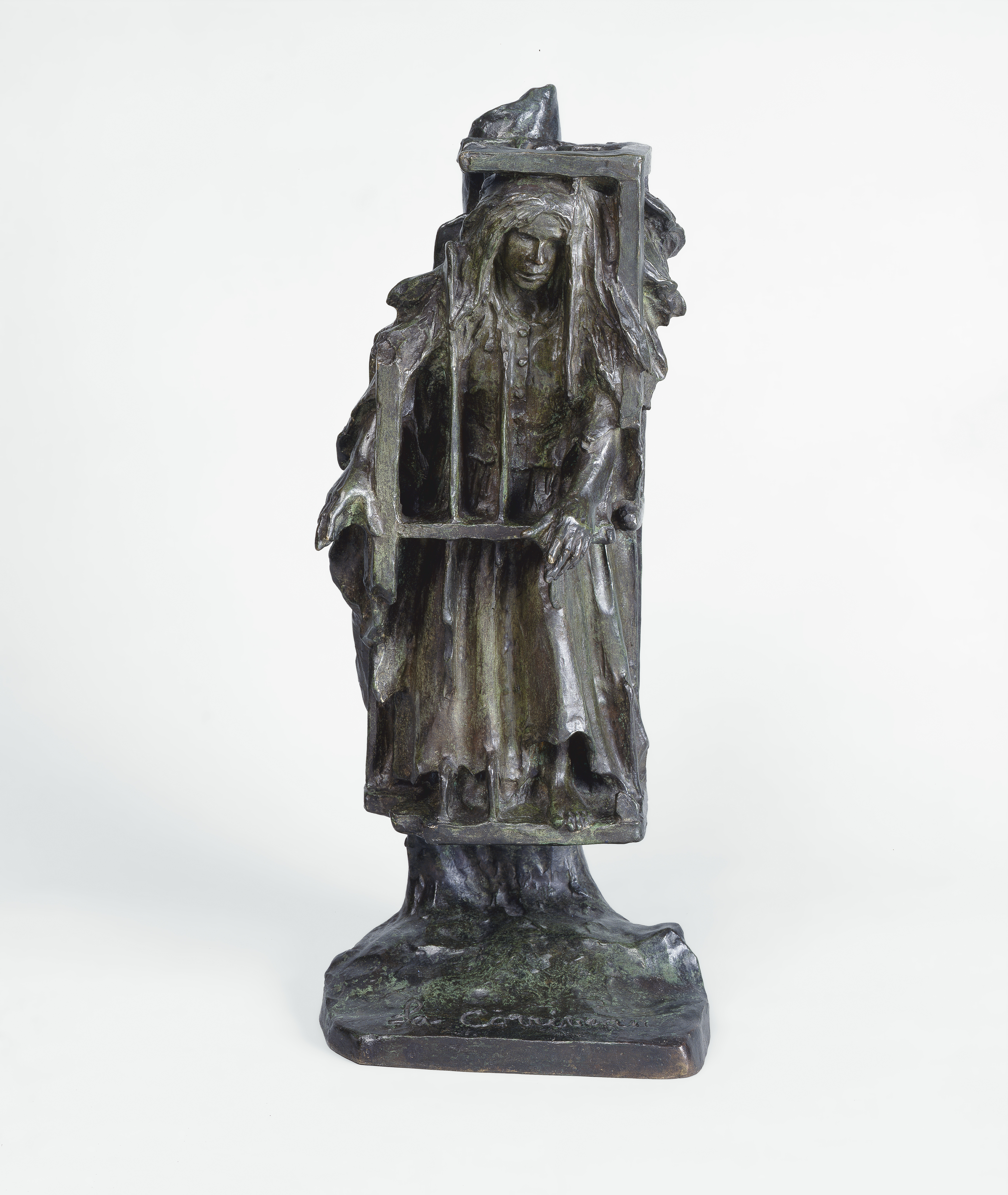
La Corriveau selon Alfred Laliberté, entre 1927 et 1931.

## Dans la culture

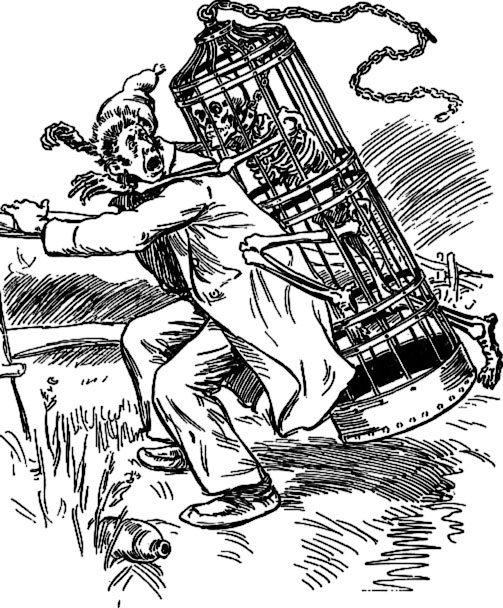
La Corriveau, dans sa cage, s'en prenant à François Dubé, illustration réalisée par Henri Julien pour une édition des Anciens Canadiens de Philippe Aubert de Gaspé.

- 1863 : Les Anciens Canadiens, roman de Philippe Aubert de Gaspé

- 1863 : « Marie-Josephte Corriveau, A Canadian Lafarge », dans Maple Leaves de James MacPherson Le Moine

- 1877 : The Golden Dog, A Legend of Québec, roman de William Kirby, traduit en français par Léon-Pamphile Le May, Le Chien d'Or, légende canadienne (1884)[20]

- 1885 : « La Cage de la Corriveau », nouvelle de Louis Fréchette, parue pour la première fois dans un numéro spécial du journal La Patrie, le 24 février 1885[21] ; le texte sera par la suite remanié et republié au moins sept fois par Fréchette[22].

- 1966 : La Corriveau, ballet dramatique du chorégraphe Brydon Paige, sur un thème et des chansons originales de Gilles Vigneault et une musique d'Alexander Brott. La ballerine Margery Lambert y incarne la Corriveau. Commandé par la Commission du Centenaire de la Confédération, le ballet est présenté pour la première fois par la troupe des Grands Ballets canadiens, avec la collaboration de l'Orchestre symphonique de Montréal à la salle Wilfrid-Pelletier de la Place des Arts à Montréal, les 21 et 22 décembre 1966[23].

- 1972 : « La Corriveau », chanson écrite par Gilles Vigneault en 1966 pour le ballet du même nom, est enregistrée par Pauline Julien sur son album Au milieu de ma vie, peut-être la veille de...

- 1973 : Ma Corriveau, pièce de théâtre de Victor-Lévy Beaulieu écrite pour les exercices publics des étudiants de l'École nationale de théâtre, présentée pour la première fois au Monument national du 3 au 6 octobre 1973 dans une mise en scène de Michelle Rossignol, créée professionnellement pour la première fois au Théâtre d'Aujourd'hui du 19 septembre au 30 octobre 1976 dans une mise en scène d'André Pagé[24], avec les « deux Corriveau » jouées par Diane Ricard (la Corriveau blanche) et Évelyn Regimbald (la Corriveau noire)[25],[26]

- 1978 : « Le Coffret de la Corriveau », conte fantastique d'André Carpentier[27], traduit en anglais en 1982[28].

- 1981 : La Corriveau, roman historique d'Andrée LeBel[29]

- 1990 : La Cage, pièce de théâtre d'Anne Hébert[30], traduite en anglais[31] et en portugais[32].

- 1993 : « La Corriveau », nouvelle du romancier canadien anglais Douglas Glover (en)[33], traduite en français la même année[34];

- 1993 : La Corriveau, pièce de théâtre de Guy Cloutier, produite par le Théâtre de la Commune et présentée au Périscope, à Québec, du 12 au 30 janvier 1993, dans une mise en scène de Denise Verville. Marie-Ginette Guay y incarne « la Corriveau vivante », alors que le rôle de « la Corriveau morte », qui « commente les scènes du haut de sa cage » est interprété par Marie Gignac[35],[36].

- 1995 : La Corrivaux, dramatique télévisuelle réalisée par Jean Salvy d'après la pièce de Guy Cloutier, avec Anne Dorval dans le rôle-titre et diffusée sur les ondes de Radio-Canada

- 1999 : La Maudite, roman jeunesse de Daniel Mativat[37]

- 2001 : « La Corrida de la Corriveau », chanson du groupe Mes Aïeux, sur l'album Entre les branches, reprise en 2006 sur l'album Tire-toi une bûche[38];

- 2003 : La Fiancée du vent : l'histoire de la Corriveau, née en Nouvelle-France et pendue sous le Régime anglais, roman de Monique Pariseau[39]

- 2003 : Julie et le serment de la Corriveau, roman jeunesse de Martine Latulippe[40]

- 2004 : Nouvelle-France, film réalisé par Jean Beaudin (adaptation très libre du thème de la Corriveau[41],[42]), avec Noémie Godin-Vigneau dans le rôle de Marie-Loup Carignan

- 2011 : Madame de La Corriveau, livret d'opéra composé par Marc Gagné[43]

- 2011 : La Corriveau, nouvelle de Claude-Emmanuelle Yance publiée dans son recueil Cages[44], dans laquelle Marie Corriveau, une femme battue par son époux, Louis Dodier-Leclerc, inspirée par l'exemple de La Corriveau, décide de se venger en enfermant son mari dans une cage[45].

- 2013 : L'ensorceleuse de Pointe-Lévy, roman de Sébastien Chartrand[46]

- 2015 :  La Corriveau, roman jeunesse de Jean-Nicholas Vachon[47]

- 2016 : La Cage : l'histoire de la Corriveau, documentaire du producteur Alain Vézina.

- 2018 : Poupée de rouille, recueil de poésie de David Ménard[48],[49];

- 2022 : La Corriveau – La soif des corbeaux, pièce de théâtre musicale de la compagnie du Théâtre de l'Oeil Ouvert, créée le 7 juillet 2022 au Centre culturel Desjardins de Joliette, avec Jade Bruneau dans le rôle de la Corriveau.

- 2022 : La Cage, roman jeunesse d'Hervé Gagnon[50],[51],[52].

- 2024 : L'Empoisonneuse (tome 2 de la La Cage), roman jeunesse d'Hervé Gagnon[53],[54],[55].

## Redécouverte de la «cage»

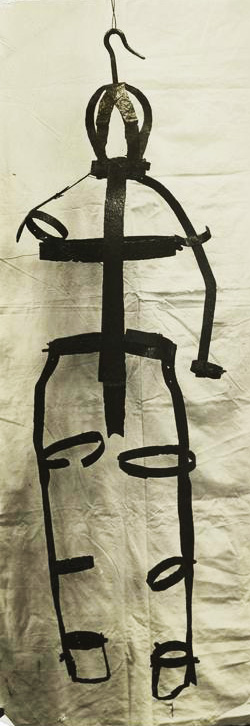
Le gibet de fer dans lequel le corps de Marie-Josephte Corriveau a été exposé après son exécution, photographié alors qu'il était exposé à l'Essex Institute de Salem, au début du XXe siècle.

Au début du mois de mai 1851, ainsi que l'attestent les journaux de l'époque, la « cage » de la Corriveau, contenant encore quelques ossements, est retrouvée par des fossoyeurs dans le cimetière de l'église Saint-Joseph-de-la-Pointe-Lévy. La fosse aurait été localisée du côté sud de l'église dans une section qui n'était pas délimitée par un mur et qui était située près de la sacristie et du chemin royal (l'actuelle rue Saint-Joseph).[réf. souhaitée]
Quelque temps exposée dans la sacristie de l'église, où elle ne tarde pas à attirer érudits et curieux, elle tombe ensuite entre les mains d'entrepreneurs cherchant à en tirer profit. En août 1851, les publicités parues dans les journaux de l'époque permettent ainsi de suivre son périple : d'abord exposée au début du mois à Montréal, dans une maison située en face du marché Bonsecours, elle est ensuite exhibée à Québec dans la semaine du 17 août, avant de prendre le chemin de New York, où on la retrouve à la fin du mois exposée sur Broadway. 
Dans cette dernière ville, la cage est acquise par le célèbre entrepreneur de spectacles P. T. Barnum qui dû l'exposer dans son American Museum, qui misait sur l'étrange, l'inédit et le rare pour attirer les foules. Peut-être endommagée lors de l'incendie qui ravage l'établissement en 1865, la cage tombe ensuite entre les mains d'un associé de Barnum, 
Moses Kimball (en) qui expose à son tour l'artefact dans son Boston Museum (en) (équivalent bostonien de l'American Museum). 
En 1899, la cage est donnée par les héritiers de Kimball à l'Essex Institute (en) de Salem, qui continue d'exposer l'objet dans son musée au début du XXe siècle. Lors de la fusion de l'Essex Institute avec le Peabody Museum de Salem en 1992, l'artefact passe dans les collections du tout nouveau Peabody Essex Museum ainsi nouvellement formé.

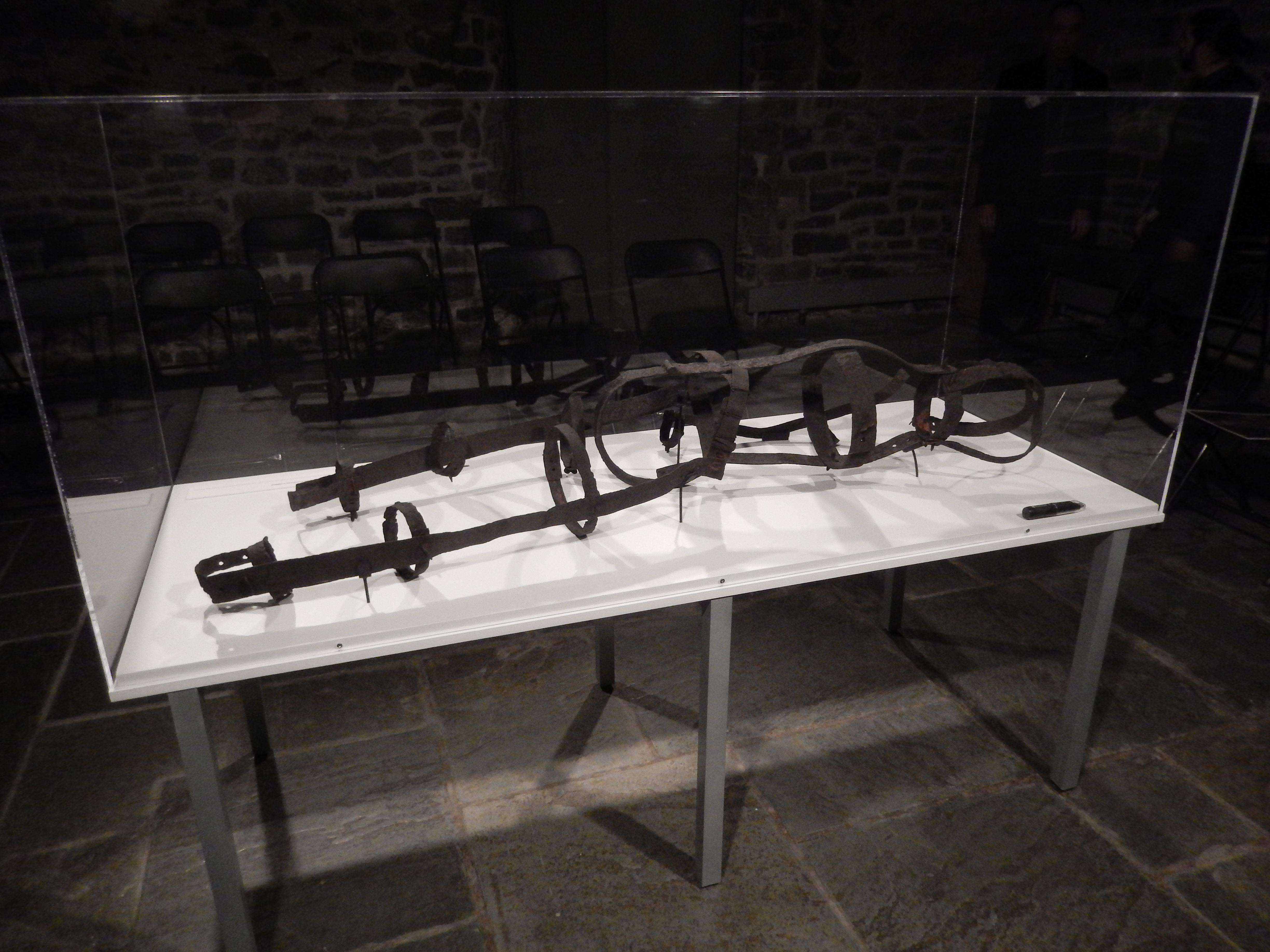
Gibet de Marie-Josephte Corriveau, exposé en novembre 2015 à la maison historique Chevalier.

C'est dans ce dernier musée qu'un artéfact qu'on croit être la cage de la Corriveau, considérée jusqu'à tout récemment par les historiens québécois comme étant disparue aux États-Unis vers la fin du XIXe siècle, est retracé par hasard à la fin de l'année 2011 par Claudia Méndez (1968-2016), guide touristique et membre du conseil d'administration de la Société d'histoire régionale de Lévis,,. À l'automne 2013, l'objet, prêté par le Peabody Essex Museum et temporairement rapatrié au Québec à l'initiative de la SHRL. Après avoir brièvement été présenté au public du 3 au 6 octobre 2013 lors d'une exposition temporaire au Centre de congrès et d’expositions de Lévis, la relique prend le chemin du Centre national de conservation et d’étude des collections des Musées de la civilisation à Québec afin d'être expertisé durant deux ans,,. 
À la suite de ces expertises, les Musées de la civilisation et la SHRL font savoir par communiqué le 26 octobre 2015 que « l'objet en question serait bien celui ayant servi à exhiber le corps de Marie-Josephte Corriveau, en 1763 »,. Lors d'une conférence de presse le 9 novembre suivant, les dirigeants du musée annoncent l'intégration de la cage au sein de leurs collections muséales après une entente de transfert avec le Peabody Essex Museum qui en était jusqu'ici propriétaire, en plus de fournir des détails sur les expertises réalisées,,.
L'authenticité du gibet a été établie par la juxtaposition et le croisement des informations tirées des trois expertises auxquelles l'artefact a été soumis, ce qui a permis de « retracer la chronologie historique de l'objet, d'analyser les métaux pour dater la pièce et de vérifier si la technique de forge correspond à ce qui aurait pu être utilisée en 1763 ».
Jérôme Morissette, restaurateur d'œuvres d'art spécialisé en métaux, a axé son examen notamment sur la corrosion uniforme sur les bandes de fer. Selon lui, il est impossible que la pièce soit une reconstitution : « On peut toujours évoquer l'idée d'utiliser des bandes déjà corrodées et d'en faire une cage, un exosquelette, mais en courbant ces bandes, on aurait fait éclater la gangue de corrosion et donc ça aurait été évident, même le travail de forge aurait été impossible. » 
Depuis son intégration officielle dans les collections des musées de la Civilisation, la cage est conservée au Centre de conservation de Québec pour stabiliser sa dégradation causée par la corrosion. Elle a cependant été présentée à quelques reprises au public : du 11 au 15 novembre 2015  à la Maison Chevalier dans le cadre d'une micro-exposition dont elle était la vedette, ,  le 21 novembre 2016 au palais Montcalm dans le cadre de la série de spectacles Les Trésors de la Capitale,, en août 2016 et 2017 à la bibliothèque municipale de Saint-Vallier, qui porte d'ailleurs le nom du personnage sous la forme ancienne Marie-Joseph Corrivaux, en marge du spectacle théâtral « Sur les traces de La Corrivaux » destiné à commémorer l'exécution de 1763,. La cage fait aussi partie des objets présentés au public dans le cadre de l'exposition Sortir de sa réserve: 400 objets d'émotion au Musée de la Civilisation, de février 2018 à septembre 2019
. Depuis 2024, la cage est actuellement exposée dans ce même musée dans le cadre de l'exposition permanente 《 Le Québec, autrement dit 》.

## Commémoration
La municipalité de Sainte-Adèle, dans la MRC  des Pays-d'en-Haut (Laurentides) a choisi de baptiser plusieurs rues de l'un de ses quartiers en s'inspirant du folklore québécois : rue du Sauvage-Mouillé, chemin des Feux-Follets, rue Tom-Caribou, chemin du Mont-Loup-Garou... L'une de ces rues porte depuis le 29 janvier 1996 le nom de « rue La Corriveau »,
Marie-Josephte Corriveau a été identifiée comme personnage historique par la Municipalité de Saint-Vallier le 9 avril 2014.
Marie-Josephte Corriveau et son gibet figurent aussi dans une série de timbres émis par Postes Canada en septembre 2015 portant sur le thème du Canada hanté,,,.  
En 2018, la Ville de Lévis a fait poser un panneau d'interprétation sur le terrain de l'église Saint-Joseph près de l'endroit où la cage fut trouvée dans une fosse commune près du cimetière de Pointe-Lévy.

### Études
Principales références
- Louis-Philippe Bonneau, Josephte Corriveau-Dodier, la Corriveau, 1733-1763 : une énigme non résolue, Saint-François-de-la-Rivière-du-Sud (Québec), Société de conservation du patrimoine de Saint-François-de-la-Rivière-du-Sud, coll. « Publication de la Société de conservation du patrimoine de Saint-François-de-la-Rivière-du-Sud / 15 », 1988, 231 p. (OCLC 22506977)

- Catherine Ferland et Dave Corriveau (préf. Gaston Deschênes), La Corriveau : De l'histoire à la légende, Québec, Septentrion, 2014, 392 p. (ISBN 978-2-89448-768-6 et 9782896648337, présentation en ligne)

- Nicole Guilbault (dir.), Il était cent fois La Corriveau : anthologie, Québec, Nuit blanche, coll. « Terre américaine », 1995, 192 p. (ISBN 2-921053-42-X et 9782921053426, OCLC 35874386)Anthologie contenant quinze versions orales de la légende de la Corriveau, différents textes littéraires s'étant inspirés du thème et quatre études.

- Luc Lacourcière, « Le triple destin de Marie-Josephte Corriveau », Les Cahiers des Dix, no 33,‎ 1968, p. 213-242 (ISSN 0575-089X, DOI 10.7202/1079669ar, lire en ligne)Réimprimé dans Guilbault 1995, p. 147-172 et Lacourcière 2017

- Luc Lacourcière, « Le destin posthume de la Corriveau », Les Cahiers des Dix, no 34,‎ 1969, p. 239–271 (ISSN 0575-089X, DOI 10.7202/1079658ar, lire en ligne)

- Luc Lacourcière, « Présence de la Corriveau », Les Cahiers des Dix, no 38,‎ 1973, p. 229-264 (ISSN 0575-089X et 1920-437X, DOI 10.7202/1025313ar, lire en ligne)

- Luc Lacourcière, « Marie-Josephte Corriveau », sur Dictionnaire biographique du Canada [en ligne], University of Toronto / Université Laval, 2003Article encyclopédique publié d'abord dans le Dictionnaire biographique du Canada, vol. III : 1741-1770, Presses de l'Université Laval, Québec, 1974.

Références complémentaires
- (pt) Ofir Bergemann de Aguiar et Lílian Virgínia Pôrto, « Reconstruindo a memória: o retorno do mito da Corriveau em La cage, de Anne Hébert » [« Reconstruire la mémoire : le retour au mythe de la Corriveau dans La Cage d'Anne Hébert »], Signótica, vol. 22, no 1,‎ janvier-juin 2010, p. 131-149 (lire en ligne)

- Luc Lacourcière (édition préparée par Bertrand Bergeron et Jean-Pierre Pichette), La Corriveau : la formation d'une légende, Québec, Presses de l'Université Laval, coll. « Les Archives de folklore » (no 32), 2017, 194 p. (ISBN 978-2-7637-3793-5 et 2763737935) Réédition des études de Luc Lacourcière sur Marie-Josephte Corriveau, accompagnées d'études inédites. Dossier critique sur l'ouvrage d'Aurélien Boivin, Fañch Postic et Yves Frenette dans la revue Rabaska : revue d'ethnologie de l'Amérique française,  vol. 16, 2018. 
  - compte-rendu : Sophie Ménard, « Revenances de la Corriveau », Cahiers de littérature orale, no 85,‎ 18 juin 2019, p. 215–222 (ISSN 0396-891X, lire en ligne)

- John A. Dickinson, « La Corriveau », sur L'Encyclopédie canadienne [en ligne], Fondation Historica, 2001-2012 (publication papier : 1985). Bref article publié dans la version en ligne de L'Encyclopédie canadienne.

- Sylvie Dion, « La légendification du fait divers : le cas de Marie-Josephte Corriveau, la pendue encagée », Canadart, vol. XI,‎ 2003, p. 11-24 (ISSN 0104-6268)

- (pt) Sylvie Dion, « Fantasmas femininos e imaginários coletivos : os casos de Marie-Josephte Corriveau e Maria Degolada [Fantômes féminins et imaginaires collectifs: les cas de Marie-Josephte Corriveau et Maria Degolada] », dans Zilá Bernd (dir.), Brasil/Canadá: Imaginários coletivos e mobilidades (trans)culturals, Porto Alegre, Nova Prova Editora, 2008 (ISBN 9788589344913), p. 145-160.

- (en) Donald Fyson, « The Canadiens and the Bloody Code: Criminal Defence Strategies in Quebec after the British Conquest, 1760-1841 », Quaderni storici, vol. 47, no 141 (3),‎ 2012, p. 771–795 (ISSN 0301-6307, JSTOR 43780154).

- (en) Michael R. Gadue, « The Quebec Court-Martial, Execution, and Gibbeting of Marie-Josephte Corriveau 1763: Military Justice or Non? With Subplot of Highland Regimental Involvement », Military Collector & Historian, vol. 75, no 1,‎ printemps 2023, p. 11-31 (ISSN 0026-3966, présentation en ligne).

- Alex Gagnon, « Cage de fer, cage de verre. "La Corriveau" : genèse et transformations d’une légende québécoise », dans Émeline Jouve, Aurélie Guillain and Laurence Talairach-Vielmas (dir.), L’Acte inqualifiable, ou le meurtre au féminin / Unspeakable Acts: Murder by Women, Peter Lang, 2016 (ISBN 9782875743640, 9783035266405 et 9782807600164, résumé, présentation en ligne), p. 67-88

- Alex Gagnon, La Communauté du dehors : Imaginaire social et crimes célèbres au Québec (XIXe – XXe siècle), Presses de l'Université de Montréal, 2016, 500 p. (ISBN 978-2-7606-3687-3, 9782760636897 et 9782760636880, présentation en ligne)Version remaniée de la thèse de doctorat de l'auteur : Alex Gagnon, La communauté du dehors : imaginaire social et représentations du crime au Québec (XIXe – XXe siècle), thèse de doctorat, littérature de langue française, Université de Montréal, 2015 [lire en ligne]

- (en) Douglas Hay, « Civilians Tried in Military Courts: Quebec, 1759-64 », dans Frank Murray Greenwood et Barry Wright, ed., Canadian State Trials, vol. I : Law, Politics, and Security Measures, 1608-1837, Toronto, University of Toronto Press / The Osgoode Society for Canadian Legal History, 1996 (ISBN 0802078931 et 9780802078933, OCLC 225313361, DOI 10.3138/9781487596187-008, lire en ligne), p. 114-128; 621-623

- (en) Frank Murray Greenwood et Beverley Boissery, Uncertain Justice, Canadian Women and Capital Punishment 1754 - 1953, Toronto, Dundurn Press / The Osgoode Society for Canadian Legal History, 2000, 258 p. (ISBN 1-55002-344-6 et 9781550023442, OCLC 44751697, présentation en ligne)Lire en ligne (extraits) sur [Google Livres]

- (pt) Mauren Pavão Przybylski, A representação feminina nos lendários gaúcho e quebequense : os casos de Teiniaguá e Corriveau [La représentation féminine dans les légendaires gaucho et québécois: les cas de Teiniaguá et Corriveau, mémoire de maîtrise (littérature), Université fédérale de Santa Catarina - Centre de Communication et d'Expression, Florianópolis (Brésil), 2008. [résumé et téléchargement]

- (pt) Mauren Pavão Przybylski, « A figura feminina e o estereótipo da maldade: o exemplo de "La Corriveau" » [« La figure féminine et le stéréotype du mal: l'exemple de « La Corriveau » »], Anuário de Literatura, vol. 15, no 2,‎ 2010, p. 79-94 (ISSN 1414-5235, DOI 10.5007/2175-7917.2010v15n2p78, lire en ligne)

- Lori Saint-Martin, « Figures de la sorcière dans l’écriture des femmes au Québec », dans Lori Saint-Martin, Contre-voix : Essais de critique au féminin, [Québec], Nuit Blanche, coll. « Essais critiques », 1997 (ISBN 2921053772 et 9782921053778, OCLC 38430897), p. 165-189Versions antérieures du texte : Lori Saint-Martin, « Écriture et combat féministe : Figures de la sorcière dans l'écriture des femmes au Québec », Quebec Studies, vol. 12,‎ 1991, p. 67–82 (ISSN 0737-3759 et 2052-1731, DOI 10.3828/qs.12.1.67); Lori Saint-Martin, Malaise et révolte des femmes dans la littérature québécoise depuis 1945, Québec, Université Laval, coll. « Cahiers du Groupe de recherche multidisciplinaire féministe (GREMF) » (no 28), 1989 (ISBN 2-89364-028-1, lire en ligne), chap. V (« Du mal-être à la révolte collective : le thème unificateur de la sorcière »), p. 311-348.

- Leslie Savath, « La Corriveau d'Anne Hébert : Traverser d'un côté à l'autre des barreaux », Canadian Review of Comparative Literature / Revue Canadienne de Littérature Comparée, vol. 47, no 1,‎ 2020, p. 43–56 (ISSN 1913-9659, DOI 10.1353/crc.2020.0002, lire en ligne).

- (en) Leslie Savath, The Legend of La Corriveau: Québécois Folklore and The Politics of Nation-Making in Canada (thèse de doctorat en langue anglaise), Ottawa, Carleton University, 2021 (DOI 10.22215/etd/2021-14396, lire en ligne).

- Robert Tessier, « La réprouvée de Saint-Vallier », Continuité, no 177,‎ 2023, p. 10–12 (ISSN 0714-9476 et 1923-2543, lire en ligne ).

### Sources littéraires
- Philippe Aubert de Gaspé, Les Anciens Canadiens, Québec, Desbarats et Derbishire, imprimeurs-éditeurs, 1863 (1re éd. 1863), 411 p. (OCLC 77173288)Télécharger ou lire en ligne : [Bibliothèque et Archives nationales du Québec] — [Google Livres] — [Internet Archive] — [Wikisource]

- Victor-Lévy Beaulieu, Ma Corriveau, suivi de La sorcellerie en finale sexuée : théâtre, Montréal, VLB, 1976, 117 p. [présentation en ligne]

- Louis Fréchette, « La cage de la Corriveau », La Patrie, numéro spécial, 24 février 1885, Longueuil, Société historique du Marigot,‎ 1981, p. 10-20 (ISBN 2920313010, lire en ligne) Reproduction du contenu du numéro spécial du journal La Patrie du 24 février 1885.

- Louis Fréchette, « Une relique - La Corriveau », Almanach du Peuple Beauchemin, Montréal, Beauchemin, vol. 44,‎ 1913, p. 302-307 (lire en ligne)

- (en) William Kirby, The Chien d'Or : The Golden Dog : A Legend of Quebec, New York et Montréal, Lovell, Adam, Wesson & Company, 1877 (1re éd. 1877), 678 p.Télécharger ou lire en ligne : [Wikisource] (édition de 1897) — [Internet Archive] — [Google Livres] — [Projet Gutenberg]  — [Notre Mémoire en ligne]

- William Kirby (trad. Léon-Pamphile Le May), Le Chien d'or : Légende canadienne [« The Chien d'Or / The Golden Dog : A Legend of Quebec »], Montréal, coll. « Feuilleton de L'Étendard », 1884Télécharger ou lire en ligne : [lire en ligne]  — [Volume 1] et [Volume 2] (mode image) sur Notre Mémoire en ligne  — [Volume 1] et [Volume 2] [PDF] sur Bibliothèque électronique du Québec

- (en) James MacPherson Le Moine, « Marie-Josephte Corriveau, A Canadian Lafarge », Maple Leaves : A Budget of Legendary, Historical, Critical, and Sporting Intelligence, Québec, Printed, for the author, by Hunter, Rose & Co, 1-7,‎ 1863, p. 68-74 Télécharger ou lire en ligne : [Wikisource] — [Google Livres]